# Hannah Jones
Pour les articles homonymes, voir Jones.
Pas d'image ? Cliquez ici

a Compétitions nationales et continentales officielles uniquement.

b Matchs officiels uniquement.
Dernière mise à jour le 3 juillet 2025.
Hannah Dallavalle (née Jones), née le 14 novembre 1996 à Swansea (pays de Galles), est une joueuse internationale galloise de rugby à XV et internationale galloise et britannique de rugby à sept évoluant au poste de centre. Elle joue en Angleterre, au Gloucester-Hartpury RFC.

## Biographie
Hannah Jones naît le 14 novembre 1996 à Swansea au pays de Galles. Elle commence la pratique du rugby à XV à l'école primaire puis dans les rangs du Crynant RFC.
Elle est convoquée en équipe du pays de Galles pour le Tournoi des Six Nations 2014 mais ne participe à aucune rencontre. Cette année-là, elle n'est pas retenue pour la Coupe du monde.
En 2015, elle part étudier à l'université de Hartpury (en) et rejoint par la même occasion le club de Gloucester-Hartpury RFC,. C'est lors du Tournoi des Six Nations 2015 qu'elle devient internationale, face à l'Écosse. Puis lors de l'édition 2016, elle est titularisée pour la première fois contre l'Irlande.
En 2017, Hannah Jones participe à la Coupe du monde en Irlande, où les Galloises finissent septièmes.
En 2019, elle se met au rugby à sept en vue des Jeux olympiques de Tokyo. Elle part notamment jouer sur le circuit professionnel australien. Mais elle manque la sélection et les Jeux.
En 2022, elle devient complètement professionnelle. Elle compte 39 sélections en équipe du pays de Galles quand elle est retenue en septembre pour disputer la Coupe du monde en Nouvelle-Zélande.
La saison 2022-2023 voit Hannah Jones devenir capitaine du pays de Galles et se conclut par un titre national en Premiership, le premier de l'histoire du Gloucester-Hartpury RFC.
À l'automne suivant, elle fait partie des trente joueuses qui repartent en Nouvelle-Zélande participer à la première édition du WXV. Pendant la compétition, elle connaît sa cinquantième sélection face au Canada. Elle est également sélectionnée pour le Six Nations, que les Galloises, en plein conflit avec leur fédération, terminent à la dernière place. Au terme de la saison, elle est à nouveau sacrée championne d'Angleterre avec son club.
En 2024-2025, elle participe au WXV. En fin de saison, elle remporte à nouveau le Championnat d'Angleterre avec son club, puis joue le Six Nations avec la sélection galloise. Au mois de juin, Sean Lynn (en) décide de lui retirer le capitanat en équipe nationale, dans un souci de renouvellement de l'équipe.

## Palmarès
- Vainqueur du Championnat d'Angleterre en 2023, 2024 et 2025.